# Waldai
Waldai (russisch Валдай) ist eine russische Stadt mit 16.098 Einwohnern (Stand 14. Oktober 2010) und Zentrum des gleichnamigen Rajons in der Oblast Nowgorod.
Waldai ist Veranstaltungsort des jährlichen Diskussionsforums des Waldai-Klubs.
In der Nähe der Stadt liegt eine Residenz des russischen Präsidenten. Die "Datscha" verfügt über einen eigenen, nicht-öffentlichen Bahnhof, der über ein 9 km langes Anschlussgleis an die Bahnstrecke Waldai–Krestzy angebunden ist.

## Geographie

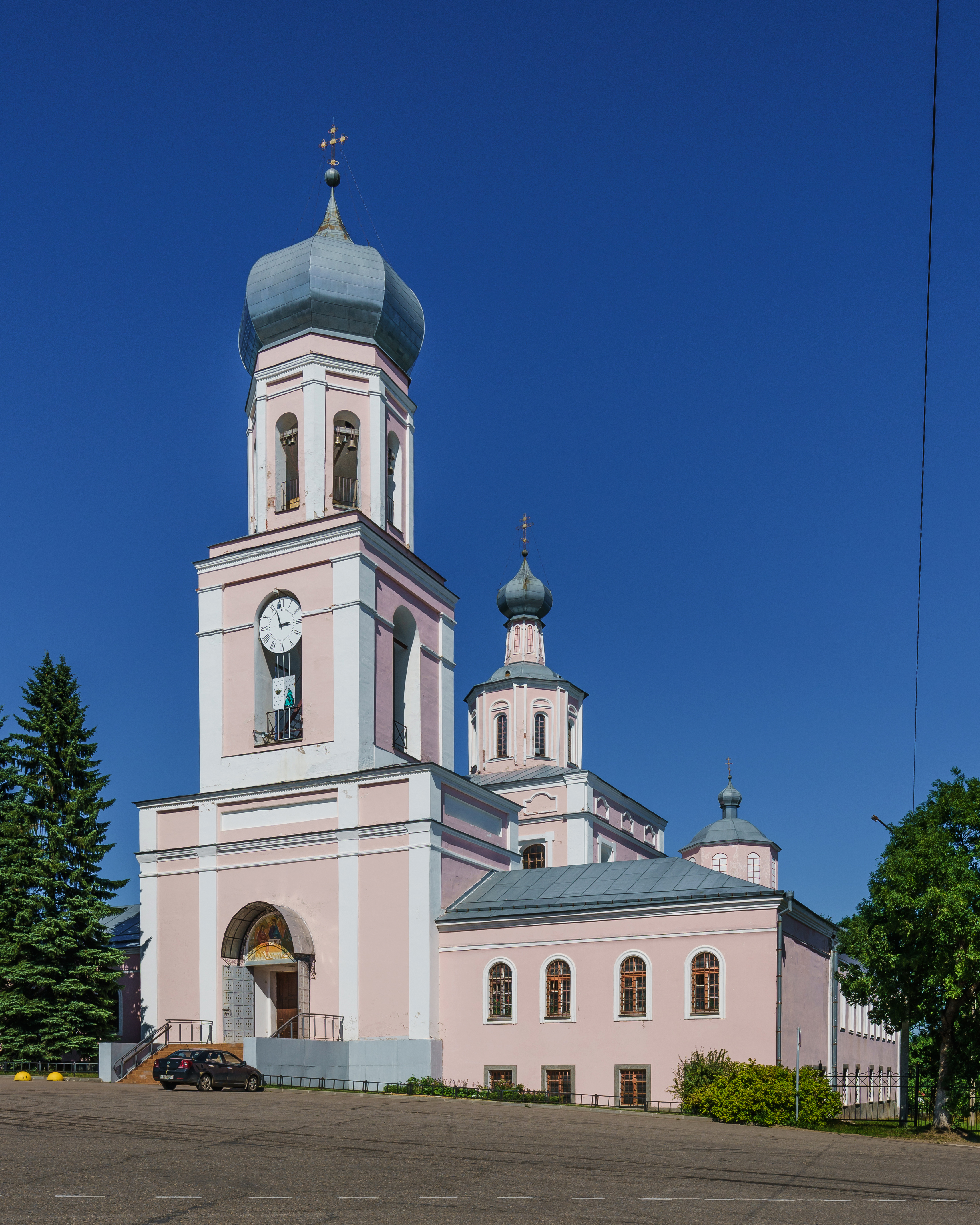
Dreifaltigkeitskathedrale

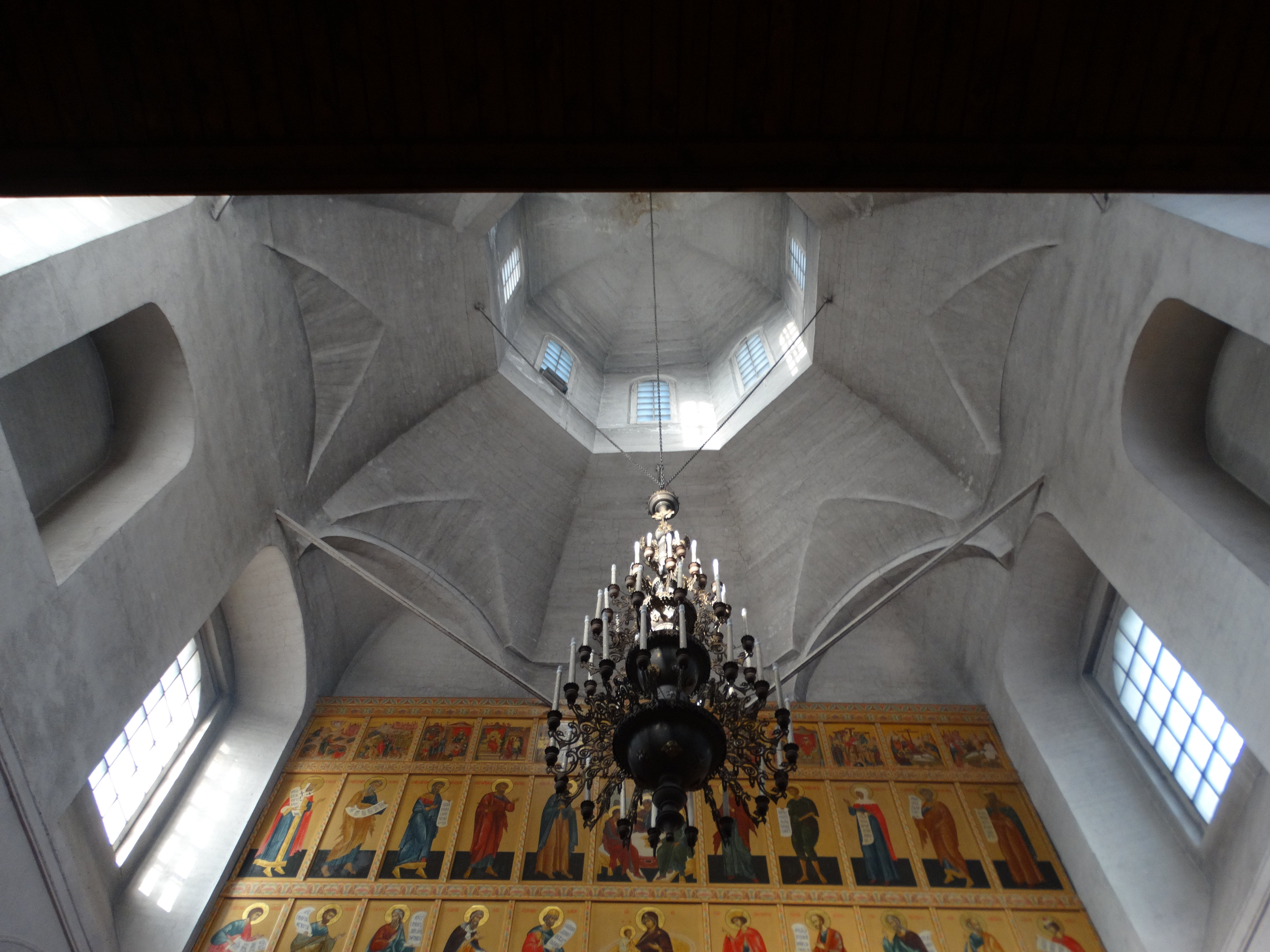
Dreifaltigkeitskathedrale, Innenansicht

Waldai liegt im südlichen Teil der Nowgoroder Oblast nahe der Verwaltungsgrenze zur Oblast Twer, rund 400 Kilometer nordwestlich von Moskau und 140 km südöstlich der Gebietshauptstadt Weliki Nowgorod. Die nächstgelegene Stadt ist Okulowka 46 km nördlich von Waldai. Die Lage der Stadt auf dem waldreichen Plateau der Waldaihöhen und an der Westseite des sieben Kilometer langen und vier Kilometer breiten Waldaisees ist landschaftlich sehr reizvoll und zieht vor allem in den Sommermonaten Erholungssuchende an. Auf einer Insel in diesem See liegt das Iwerski-Kloster.

## Geschichte
Die Stadt ging hervor aus dem Dorf namens Waldaiskoje Selischtsche, wörtlich „Waldai-Siedlung“, das erstmals im Jahre 1495 urkundlich erwähnt wurde. Ursprünglich gehörte das Dorf dem Nowgoroder Bojaren Wassili Jessifow, 1654 ging es in den Besitz des Iwerski-Klosters über und blieb noch bis 1764, als sämtliche Landbesitztümer der russisch-orthodoxen Klöster des Russischen Reichs verstaatlicht wurden, dessen Eigentum. Diese Gegebenheit förderte auch die Entwicklung des Ortes, da sich das Kloster im 17. Jahrhundert für die Ansiedlung von Handwerkern und Händlern dort einsetzte und 1694 mit der Dreifaltigkeitskirche auch das erste backsteinerne Gebäude in Waldai errichten ließ. Eine entlang des Seeufers verlegte Straße ermöglichte Handelsaktivitäten mit Nowgorod, Twer und Sankt Petersburg.
1770 wurde der Ort im Zuge einer Gebietsreform der Zarin Katharina II. zur Stadt erklärt. Waldai wurde Kreisstadt und erhielt sein eigenes Stadtwappen.
Ab Ende des 18. Jahrhunderts entwickelte sich in Waldai in hohem Maße das Glockengießerhandwerk. Schon im 19. Jahrhundert waren als „Geschenk vom Waldai“ bezeichnete Glocken sowie kleine Glöckchen für Pferdegespanne in ganz Russland ein Begriff. Der Handel mit anderen Regionen Russlands wurde anfangs durch die 1834 errichtete befestigte Straße zwischen Moskau und Petersburg begünstigt, die durch Waldai führte. Allerdings ließ ihre Bedeutung nach dem Bau der Nikolaus-Eisenbahn nach, die Waldai umging. Trotz des daraus resultierenden wirtschaftlichen Rückgangs wurden in Waldai noch bis in die 1920er-Jahre hinein Glocken gegossen. An die Blütezeit des Handwerks im 19. Jahrhundert erinnert bis heute eine Vielzahl von historisch wertvollen Kaufmannshäusern in der Altstadt.
Bevölkerungsentwicklung
| Jahr | Einwohner |
| ---- | --------- |
| 1897 | 2.907     |
| 1939 | 8.324     |
| 1959 | 10.603    |
| 1970 | 14.118    |
| 1979 | 17.897    |
| 1989 | 19.173    |
| 2002 | 18.703    |
| 2010 | 16.098    |

Anmerkung: Volkszählungsdaten

## Wirtschaft und Verkehr

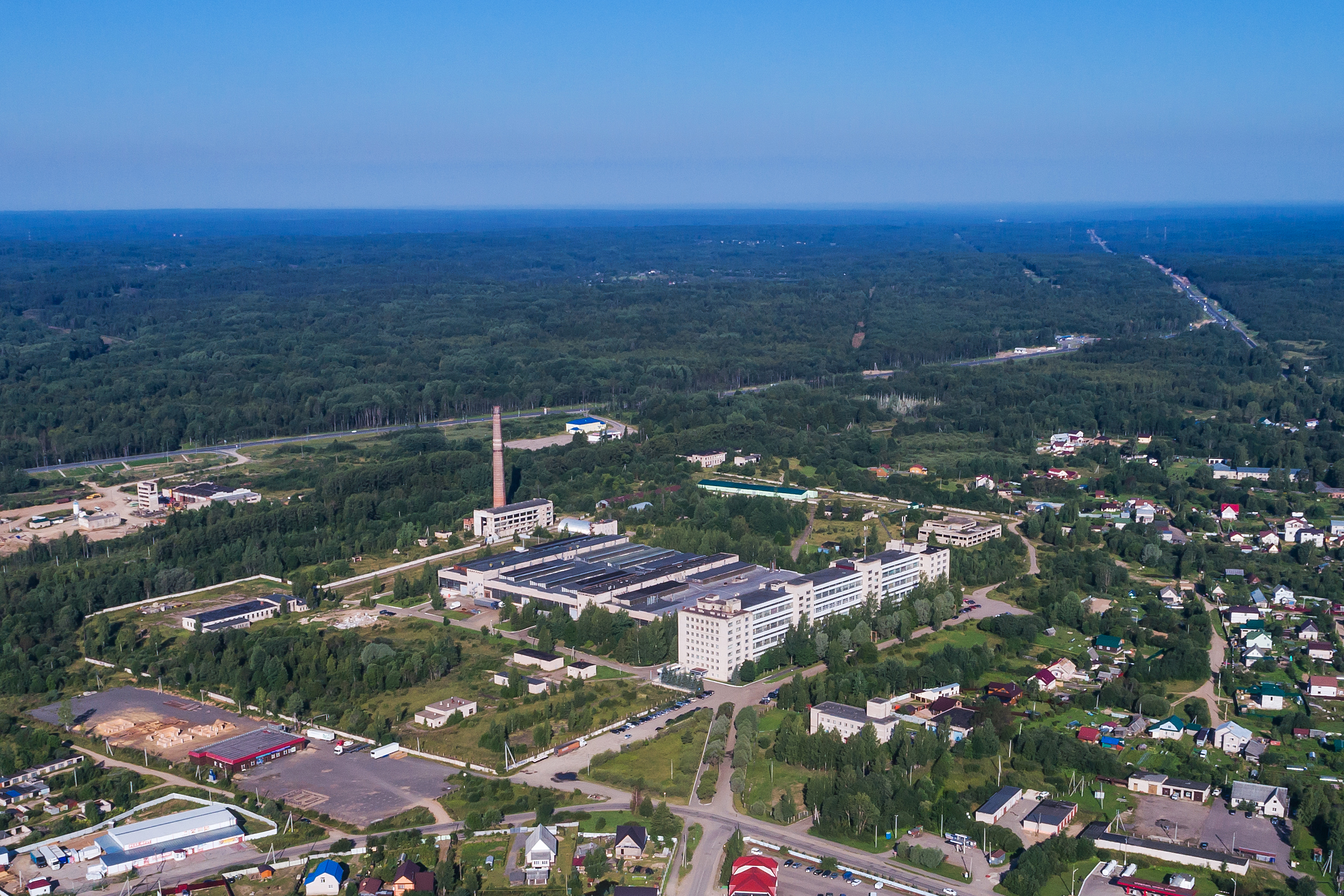
Jupiter-Werk, Luftbild

Waldai ist vor allem als Tourismuszentrum bekannt. Die Industrie spielt nur eine verhältnismäßig kleine Rolle; ansässig sind das Optikwerk Jupiter, eine Mechanikfabrik sowie Betriebe der Nahrungsmittelindustrie.
Die wichtigste Straßenanbindung Waldais ist die Magistrale M10, die ein Teil der Europastraße 105 ist. 
Im Schienenverkehr liegt Waldai an der Bahnstrecke Pskow–Bologoje-Moskowskoje, von der hier als Stichbahn die Bahnstrecke Waldai–Krestzy abzweigt.

## Residenz des russischen Präsidenten
In unmittelbarer Nähe der Stadt, auf einer Halbinsel des Waldai-Sees, befindet sich die Residenz des russischen Präsidenten. Der Palast wurde 1980 auf einem 100 Hektar großen Areal erbaut und wird derzeit von Wladimir Putin genutzt. Offizieller Besitzer ist laut Alexei Nawalny der russische Milliardär Juri Kowaltschuk. Häufig halten sich dort die Söhne Putins auf.